# Henri Coiffier de Ruzé

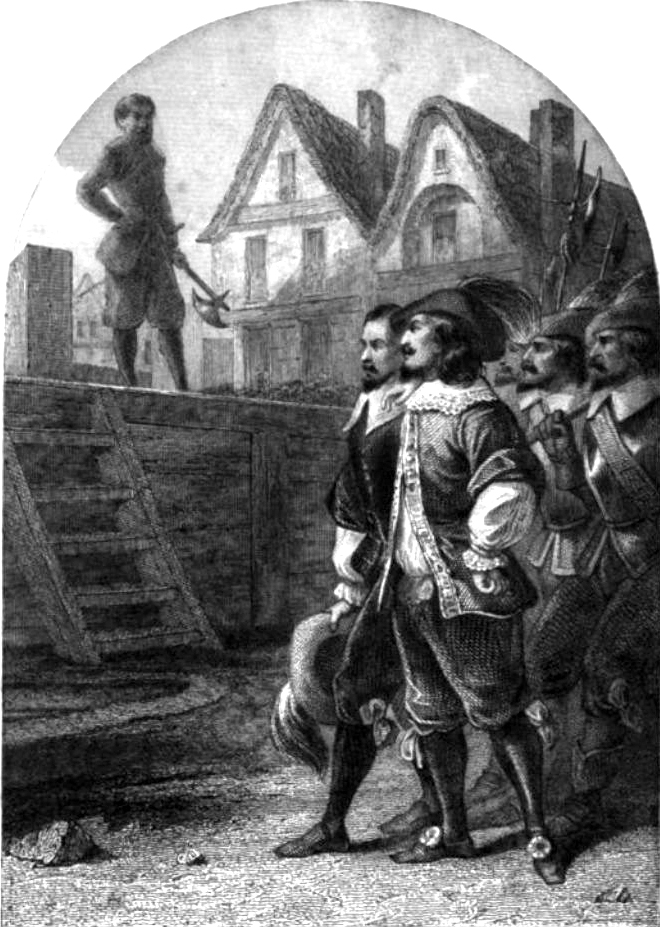
De executie van Cinq-Mars en De Thou.

Henri Coiffier de Ruzé, markies van Cinq-Mars (1620-12 september 1642) was een favoriet van koning Lodewijk XIII van Frankrijk, de leider van de laatste en meest bijna geslaagde van de vele samenzweringen tegen de machtige eerste minister van de koning, kardinaal de Richelieu.
Cinq-Mars was de zoon van maarschalk Antoine Coiffier de Ruzé, markies van Effiat, een trouwe vriend van Richelieu. Deze laatste nam de jongen onder zijn hoede na de dood van de vader in 1632.

## Carrière
Als zoon van Antoine Coffier de Ruzé, markies van Effiat, een beroemde inspecteur van financiën (Frans: Surintendant des finances) die ook een goede vriend was van Richelieu, kwam Cinq-Mars al op jonge leeftijd in aanraking met het hofleven. In 1639 introduceerde kardinaal Richelieu de jongen bij Lodewijk XIII, in de hoop dat die in de smaak zou vallen bij de koning en een favoriet zou worden. Dit zou tevens een vergroting van de invloed van Richelieu op de koning betekenen. De kardinaal dacht dat hij Cinq-Mars gemakkelijk onder de duim zou kunnen houden, maar in plaats daarvan zette Cinq-Mars de koning onder druk om belangrijke gunsten te krijgen en probeerde hij de koning ervan te overtuigen dat die zich van de kardinaal moest ontdoen.
In 1641 nam Cinq-Mars deel aan de opstand van graaf Lodewijk van Bourbon-Soissons, die echter mislukte. Het daarop volgende jaar spande Cinq-Mars samen in een complot met de broer van de koning, Gaston, om te proberen steun te verkrijgen van Philips IV, de koning van Spanje. De spionnen van Richelieu betrapten hem echter. Richelieu liet Cinq-Mars vervolgens gevangenzetten en onthoofdde hem op het Place des Terreaux in Lyon. Geschiedschrijver Gédéon Tallemant des Réaux vermeldt hoe de koning geen enkele emotie toonde over deze executie: hij zei slechts dat hij ‘de grimas weleens wil zien die hij nu op het schavot maakt’ (‘Je voudrais bien voir la grimace qu'il fait à cette heure sur cet échafaud’).

## Diversen
Alfred de Vigny schreef de roman Cinq-Mars, geïnspireerd op het verhaal van de markies, en publiceerde dit in 1826. Charles Gounod componeerde een opera met dezelfde titel, die in première ging op 5 april 1877.
Een beroemd historisch schilderij van Hippolyte Delaroche toont kardinaal Richelieu in een prachtig schip, dat voor de boot vaart die Cinq-Mars en De Thou wegvoert naar hun executie.
Historische verslagen zijn Basserie, La conjuration de Cinq-Mars (Parijs, 1896) en Bazin, Histoire de France sous Louis XIII (Parijs, 1846).